# Leon Mandrake
 (septembre 2009).
Pour les articles homonymes, voir Mandrake.
John Arthur Leon Giglio, né le 11 avril 1911 aux Îles San Juan dans l'état américain de Washington, ayant grandi à New Westminster (Colombie-Britannique), et mort le 27 janvier 1993 à Surrey, plus connu sous le pseudonyme de Leon Mandrake, est un magicien canadien qui a fasciné le public nord-américain de 1930 jusqu'aux années 1980. De ses débuts dans les boîtes de nuit clinquantes jusqu'à ses prestations sur les plus grandes scènes, il s'est imposé comme un maître de la télépathie, de la magie à grand déploiement et de la micro-magie. Et il a su s'adapter aux époques, passant avec aisance de la scène à la télévision avec son épouse et partenaire, Velvet.
Il semble que ce fut une coïncidence si le personnage de bande dessinée de Lee Falk fut appelé Mandrake le Magicien (qui signifie Mandragore), mais que Phil Davis aurait par la suite repris le graphisme de son personnage pour le faire ressembler au vrai magicien.
En 2024, Lon Mandrake, fils ainé de Léon Mandrake a donné son accord à Maxime Mandrake, magicien belge, d'utiliser ce même nom de scène.